# Épagne
Épagne é uma comuna francesa na região administrativa de Grande Leste, no departamento de Aube. Estende-se por uma área de 3,94 km². Em 2010 a comuna tinha 142 habitantes (densidade: 36 hab./km²).